# Micropsectra appendica
Micropsectra appendica är en tvåvingeart som beskrevs av Dionys Rudolf Josef Stur 2006. Micropsectra appendica ingår i släktet Micropsectra och familjen fjädermyggor.
Artens utbredningsområde är Norge. Arten har ej påträffats i Sverige. Inga underarter finns listade i Catalogue of Life.